# 西武ハウス
西武ハウス株式会社（せいぶハウス）は、福岡市中央区に本社を置く不動産会社。"西武"と付くが、西武グループとは関係ない。ほか「西武クリエイト」「西武興産」という不動産会社も存在するがいずれも関係ない。

## 概要
分譲マンションの販売を手がける。ブランド名はMontre（モントーレ）。

## 沿革
- 1983年（昭和58年）8月 - 創業。
- 1985年（昭和60年）7月 - 西武ハウス株式会社を設立。
- 1987年（昭和62年）11月 - マンション事業「モントーレシリーズ」第一号物件「モントーレ地行」竣工。
- 1991年（平成3年）11月 - 自社初の大型物件「モントーレ天神」全201戸竣工。
- 2000年（平成12年）10月 - 戸建て事業「シエルシリーズ」第一号「老司シエル」全8区画分譲。
- 2003年（平成15年）3月 - タウンハウス事業第一号物件「モントーレ今宿スクエア」竣工。
- 2007年（平成19年）
  - 1月 - 大型リゾート物件「モントーレ ブルー・ラ・メールFukuoka」全315戸竣工。
  - 10月 - 同物件により社団法人全国住宅建設産業協会連合会より表彰。
- 2008年（平成20年）
  - 5月 - 社団法人照明学会より照明普及賞（優秀施設賞）受賞。
  - 10月 - 買取再販事業「フローレンス梅光園グランドアーク」発売。
  - 11月 - パナソニック電工株式会社より「LANDSCAPE LIGHTING AWARDS 2008」建築外構照明部門地区優秀賞を受賞。
- 2010年（平成22年）
  - 1月 - 大型物件「モントーレ ヴェルキューブシティ福岡空港駅」竣工。
  - 4月 - 「モントーレ ヴェルキューブシティ福岡空港駅」内に西日本初の株式会社テノ.コーポレーションによる認可保育園「あいあい保育園」開園。
  - 7月 - 代表取締役の豊福清が国土交通大臣・前原誠司（当時）より表彰。